# Mattijs Visser

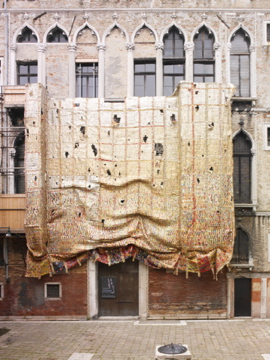
Artempo, Palazzo Fortuny, Venetië

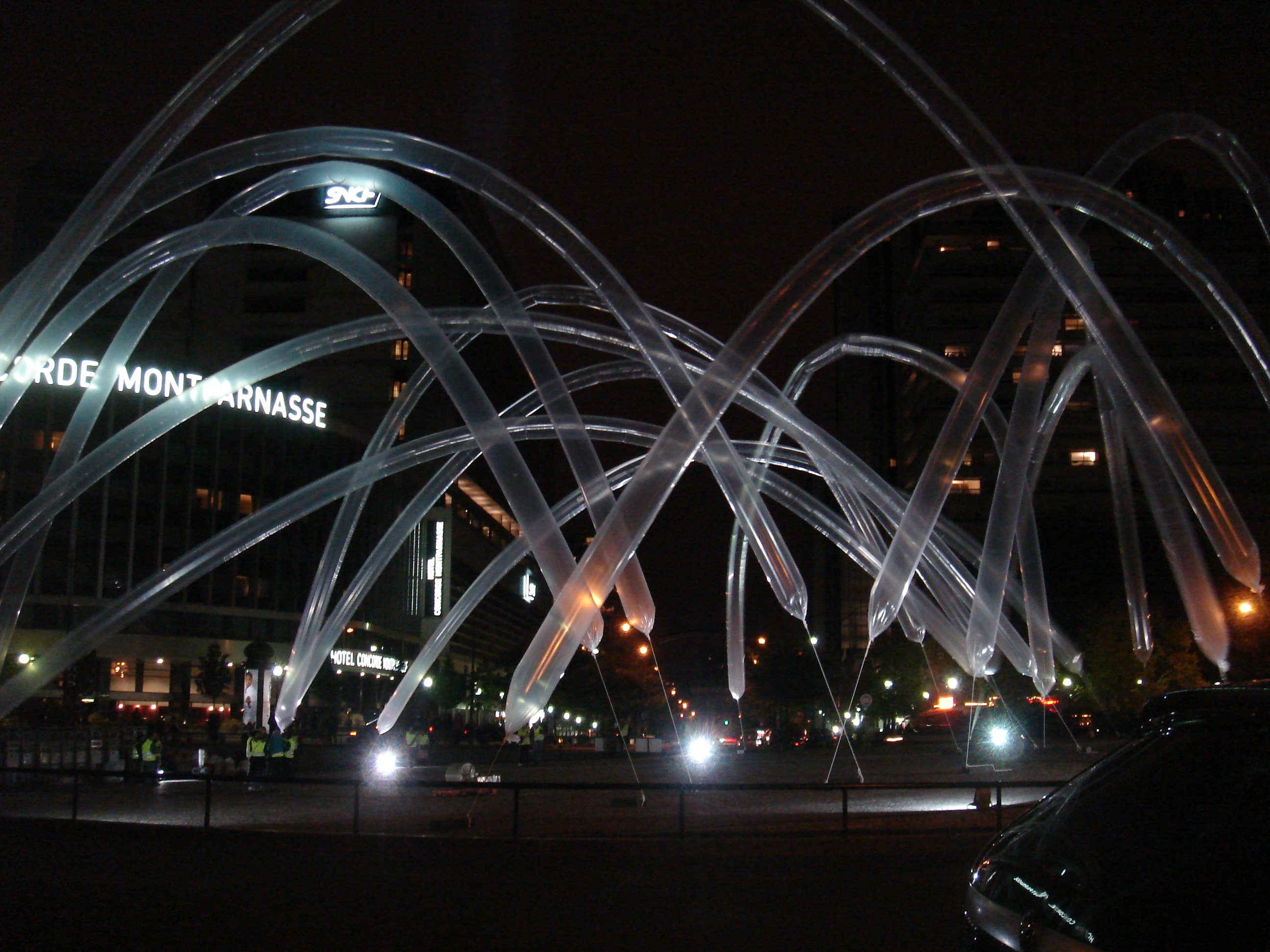
Otto Piene, Nuit Blanche, Parijs

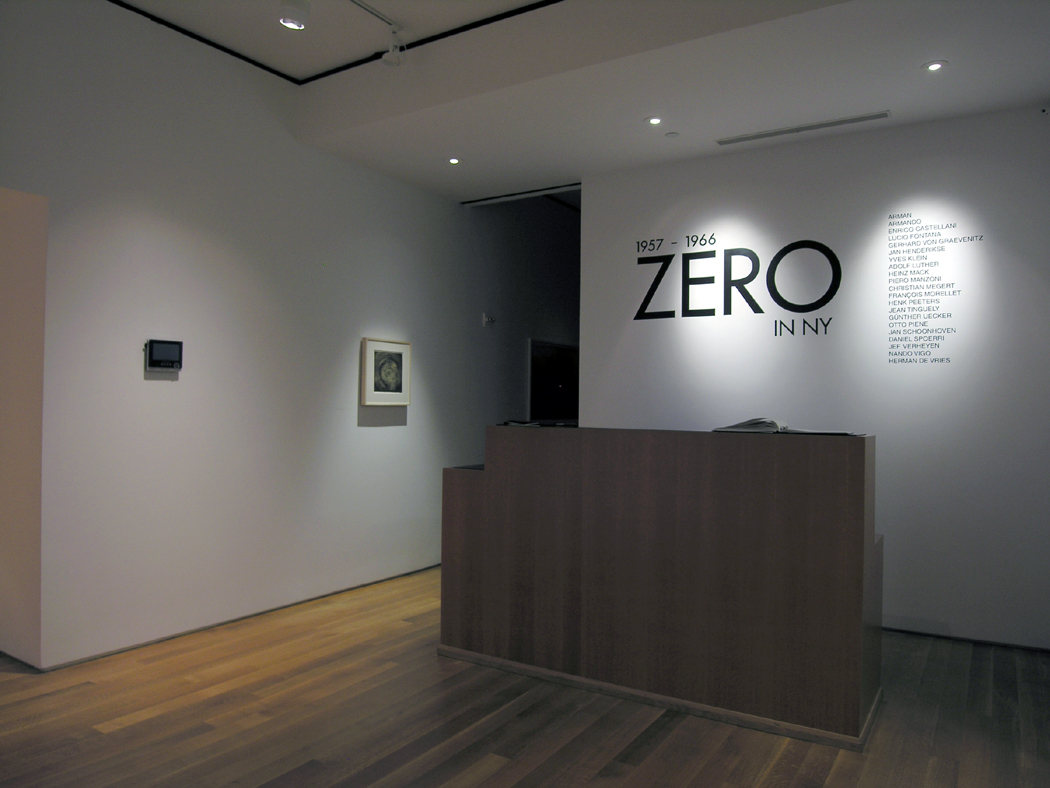
ZERO in NY, Sperone Westwater, New York

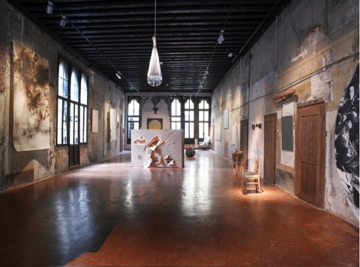
Artempo, Palazzo Fortuny, Venetië

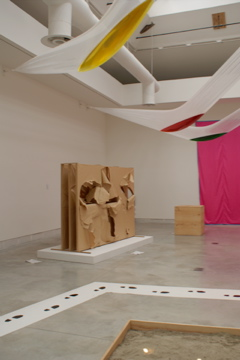
Gutai, Biennale di Venezia, Venetië

Mattijs Visser (Den Haag, 10 januari 1958) is een organisator van tentoonstellingen en performances.

## Biografie
Hij studeerde Bouwkunde (1978-92) in Delft, was in New York assistent van Robert Wilson (1980-85), richtte in Antwerpen (1986) het Troubleyn theatergezelschap op met Jan Fabre, en de Angelos Foundation (1992). Hij was acht jaar lang hoofd tentoonstellingen van Museum Kunst Palast (2001-08) in Düsseldorf en is oprichter en directeur van de internationale Zero (kunst) foundation (2008-17). In 2017 richtte hij 0-projects op, om musea te adviseren bij de presentatie van collecties, en het Nul institute, met als doel onderzoek te doen naar de internationale ZERO beweging. Ook is hij lid van diverse adviescommissies in de kunstwereld, en is sinds 2020 programmator voor de Biennale "Socle du Monde" in Herning (DK).

## Tentoonstellingen
Sinds 1984 organiseerde Visser in Nederland en België tentoonstellingen en performances met kunstenaars als Ilja Kabakov, Robert Mapplethorpe, Helmut Newton, Jan Fabre, Robert Wilson voor o.a. het Stedelijk Museum Amsterdam en Boymans van Beuningen Rotterdam. Voor Museum Kunst Palast "The Late Works by Andy Warhol" (2004), Dubuffet and Art Brut, de rondreizende show "Africa Remix" (2005-07), de Caravaggio show (2006) en "Diana+Actaeon". Hij maakte "Slow Art / Slow Life" (2005), de tentoonstelling met Nederlandse en Vlaamse kunst, waarin zowel oude, hedendaagse als performancekunst tezamen gebracht werd. Voor de Quadriennale Düsseldorf de internationale ZERO-show (2006). Voor de Stad Venetië maakte hij het concept voor de encyclopedische tentoonstelling "Artempo" (2007) in het Venetiaanse Palazzo Mariano Fortuny met de collectie van Axel Vervoordt en de stad Venetië. Hij organiseerde voor de Royal Academy of Arts London "Bonjour Russia, masterworks from the four Russian Museums" (2007). Voor de Nuit Blanche in Paris een SKY-event met zwevende sculpturen van Otto Piene. Voor Museum Kunst Palast in 2009 een tentoonstelling met nieuw werk van Marlene Dumas. In 2009 was hij co-curator voor de Biennale van Moskau en voor de Biënnale van Venetië maakte hij in opdracht van Daniel Birnbaum in het centrale paviljoen de Gutai-groep tentoonstelling. Zijn "ZERO in NY" show in de Sperone Westwater Galerie (2008) werd genomineerd door het Solomon R. Guggenheim Museum NY als beste galerie tentoonstelling van het jaar 2008. Sinds 2008 maakt hij voornamelijk tentoonstelling met de kunstenaars van de internationale ZERO beweging, o.a. in het Guggenheim New York (2014), Stedelijk Museum Amsterdam (2015), Sabanci Museum Istanbul (2016), MONA Hobart (2018), en het HEART museum in Denemarken (2017). Voor de ZERO foundation stelde hij tentoonstellingen samen met Norbert Kricke, Jean Tinguely bij de Tony Cragg Foundation Wuppertal, en Jef Verheyen en ZERO vrienden bij de Langen Foundation Neuss. Voor het Heart Herning museum, met de omvangrijkste publieke collectie Piero Manzoni werken, maakt hij jaarlijk een tentoonstelling met een kunstenaar die beïnvloed werd door de Italiaanse Manzoni: o.a. Wim Delvoye, Jaume Plense, El Anatsui. De Verenigde Naties hebben Visser in 2020 aangesteld als curator van een tentoonstelling over de Eerste Wereldoorlog met hedendaagse kunstenaars als Ilya Kabakov, Berlinde de Bruyckere, Fiona Hall. Visser heeft sinds 2001 voor internationale historische musea de scenografie ontworpen, en daarbij een trend gezet bij het presenteren en mixen van oude en hedendaagse kunst van alle  tijden en culturen.  

## Publicaties
- "Henk Peeters", exhibition catalog edited by Mattijs Visser and published by the Gemeentemuseum The Hague
- "Nul = 0", exhibition catalog edited by Mattijs Visser and published by the Stedelijk Museum Schiedam / NAI uitgevers Rotterdam 2011, ISBN 978-90-5662-838-3
- “Gutai, painting with time and space”, exhibition catalog edited by Mattijs Visser and published by Museo Cantonale d'Arte Lugano, with essays by Ming Tiampo, Helen Westgeest, Atsuo Yamamoto and Mattijs Visser, Lugano 2010
- "Marlene Dumas/Magnetic Fields", Museum Kunst Palast, Düsseldorf 2009
- “Making Worlds”, 53rd International Art Exhibition, met teksten van Daniel Birnbaum, Paolo Baratta en Mattijs Visser, La Biennale di Venezia 2009, ISBN 978-88-317-9696-5
- "Bonjour Russland", Museum Kunst Palast/Palace Editions, Düsseldorf/St.Petersburg 2007, ISBN 978-3-9809060-8-1
- "ZERO in NY", the ZERO foundation/Sperone Westwater, New York/Düsseldorf/Ghent 2008, ISBN 978-90-76979-73-1
- "Artempo, Where Time Becomes Art", met teksten van Jean-Hubert Martin, Heinz Norbert Jocks, Massimo Cacciari, Giandomenico Romanelli en Mattijs Visser, MER. Paper Kunsthalle Ghent 2007, ISBN 978-90-76979-47-2
- "ZERO, Internationale Künstler Avantgarde", Museum Kunst Palast/Cantz, met teksten van Jean-Hubert Martin, Valerie Hilling, Catherine Millet en Mattijs Visser, Düsseldorf/Ostfildern 2006, ISBN 3-9809060-4-3
- "Dubuffet & Art Brut", La Collection de L'Art Brut Lausanne/5Continents, met teksten van Jean-Hubert Martin, Lucienne Peiry, Michel Thèvot en Mattijs Visser, Düsseldorf/Lausanne/Milano 2005, ISBN 88-7439-226-5
- "Laurie Anderson, The Record of Time", Museum Kunst Palast, met teksten van Thierry Raspail, Jean-Hubert Martin en Mattijs Visser, Düsseldorf 2003, ISBN 3-9808208-8-2
- "Wim Delvoye, Skatalog", Museum Kunst Palast, Düsseldorf 2002, ISBN 3-9808208-0-7
- "Jan Fabre, The Lime Twig Man", Galerie der Stadt Stuttgart, Stuttgart 1995, ISBN 3-89322-751-2
- "Robert Mapplethorpe, The Power of Theatrical Madness", Institute of Contemporary Arts, London 1968, ISBN 0-905263-90-1